# 穆斯塔容
穆斯塔容（法語：Moustajon，法語發音：[mustaʒɔ̃]）是法国上加龙省的一个市镇，属于圣戈当区。

## 地理
穆斯塔容（42°48'52"N, 0°35'51"E）面积2.3 平方千米，位于法国奧克西塔尼大區上加龙省，该省份为法国西南部内陆省份，西南端与西班牙接壤，自此顺时针与上比利牛斯省、热尔省、塔恩-加龙省、塔恩省、奥德省和阿列日省接壤。
与穆斯塔容接壤的市镇（或旧市镇、城区）包括：昂蒂尼亚克、巴涅尔德吕雄、卡扎里伊-拉斯佩讷、瑞泽德吕雄、萨库尔维耶勒、萨勒和普拉特维耶勒。

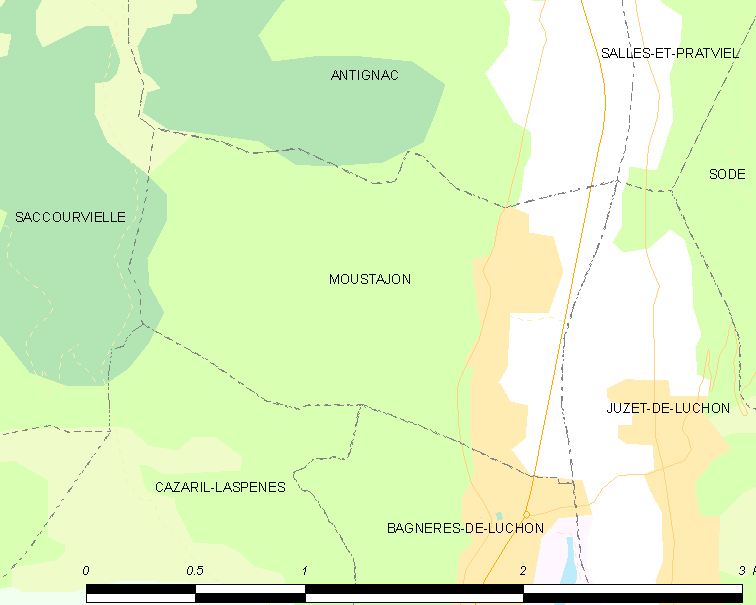
穆斯塔容的OSM定位图

穆斯塔容的时区为UTC+01:00、UTC+02:00（夏令时）。

## 行政
穆斯塔容的邮政编码为31110，INSEE市镇编码为31394。

## 政治
穆斯塔容所属的省级选区为巴涅尔德吕雄县。

## 人口

1962-2008年间穆斯塔容人口变化图示

穆斯塔容于2022年1月1日时的人口数量为127人。